# Anthony Berkeley Cox
Anthony Berkeley Cox (5 de julio de 1893 - 9 de marzo de 1971) fue un escritor británico de género policial. Escribió bajo varios nombres de pluma: Francis Iles, Anthony Berkeley, y A. Monmouth Platts. Berkeley era muy prominente entre los escritores de la delincuencia de   su tiempo (la Edad de Oro del Detective de Ficción), y estaba estrechamente relacionado con los otros en este campo, incluidos los de Agatha Christie, Dorothy L. Sayers, y G. K. Chesterton en el Club de los Detectives. 

## Vida
Nació en Watford (Inglaterra) y estudió en la Sherborne School y luego en el University College de Londres. Sirvió en el ejército durante la Primera Guerra Mundial. Fue periodista, contribuyendo a la revista Punch y a The Humorist, de Londres, y también fungió como revisor suplente de la revista literaria John O'London's Weekly, en 1938. Fue además revisor para el periódico Daily Telegraph, en la década de 1930, bajo el seudónimo de Francis Iles, para el Sunday Times después de la Segunda Guerra Mundial, y para The Guardian desde mediados de los años 1950 a 1970.
Considerado una figura fundamental en el desarrollo del género de la novela de crimen, Berkeley falleció en 1971, a los 77 años.

## Novelas y relatos

### Títulos publicados como Anthony Berkeley

#### Novelas protagonizadas por Roger Sheringham
- The Layton Court Mystery (El misterio de Layton Court) (1925)
- The Wychford Poisoning Case (El caso de envenenamiento de Wychford) (1926)
- Roger Sheringham and the Vane Mystery (Roger Sheringham y el misterio de Vane) (1927)
- The Silk Stocking Murders (El crimen de las medias de seda) (1928)
- The Poisoned Chocolates Case (El caso de los bombones envenenados) (1929)
- The Second Shot (El segundo disparo) (1930)
- Top Storey Murder (Asesinato en el piso superior) (1931)
- Murder in the Basement (Asesinato en el sótano) (1932)
- Jumping Jenny (1933)
- Panic Party (Pánico en la fiesta) (1934)

#### Otras novelas
- Professor On Paws (Profesor en patas) (1926)
- Mr Priestley's Problem (El problema del señor Priestley) (publicada primero bajo el nombre de pluma A.B. Cox) (1927)
- The Piccadilly Murder (El asesinato de Piccadilly) (1929)
- The Floating Admiral (El almirante flotante) (1931)
- Trial and Error (Prueba y error) (1937)
- Not to Be Taken (No se debe tomar) (1938)
- Death in the House (Muerte en la casa) (1939)
- The Scoop and Behind the Screen (La primicia y detrás de la pantalla) (1931)

#### Relatos cortos
- "Mr Simpson Goes to the Dogs" (1934)
- "The Policeman Only Taps Once" (1936)
- "Publicity Heroine" (1936)
- "Hot Steel" (Sheringham)

### Títulos publicados como Francis Iles

#### Novelas
- Malice Aforethought (1931)
- Before the Fact (1932)
- The Rattenbury Case (1936)
- As For The Woman (1939)

#### Relatos cortos
- Outside the Law (1934)
- Dark Journey (1935)
- It Takes Two to Make a Hero (1943)

### Títulos publicados como A. Monmouth Platts
- Cicely Disappears (1927)

### Títulos publicados como  A. B. Cox
- Brenda Entertains (1925)
- Jugged Journalism (1925)